# 2 Syberyjska Dywizja Strzelecka
2 Syberyjska Dywizja Strzelców (ros. 2-я Сибирская стрелковая дивизия) – wielka jednostka piechoty Armii Imperium Rosyjskiego z siedzibą w Rasdolnoje.
Dywizja sformowana została w 1904, w składzie dwóch brygad po dwa pułki strzelców oraz brygadę artylerii. Dywizja od 1900 należała do 1 Syberyjskiego Korpusu Armijnego.

## Struktura organizacyjna
Organizacja w 1914
- Dowództwo 2 Syberyjskiej Dywizji Strzelców (Rasdolnoje)
- 1 Brygada Strzelców (Rasdolnoje)
  - 5 Syberyjski pułk strzelców
  - 6 Syberyjski pułk strzelców
- 2 Brygada Strzelców (Kraskino)
  - 7 Syberyjski pułk strzelców
  - 8 Syberyjski pułk strzelców

## Dowódcy
- 03.12.1908 — 13.12.1911 gen. Szatila Władimir Pawłowicz
- 23.12.1911 — 16.04.1917 — gen. por. Siergiej Matwiejewicz Pospiełow